# Öratjärnen (Bergs socken, Jämtland, 694877-144291)
Öratjärnen är en sjö i Bergs kommun i Jämtland och ingår i Ljungans huvudavrinningsområde. Sjön har en area på 0,0579 kvadratkilometer och ligger 416 meter över havet. Sjön avvattnas av vattendraget Loån.

## Delavrinningsområde
Öratjärnen ingår i det delavrinningsområde (694942-144209) som SMHI kallar för Inloppet i Losjön. Medelhöjden är 455 meter över havet och ytan är 7,38 kvadratkilometer. Det finns inga avrinningsområden uppströms utan avrinningsområdet är högsta punkten. Loån som avvattnar avrinningsområdet har biflödesordning 2, vilket innebär att vattnet flödar genom totalt 2 vattendrag innan det når havet efter 200 kilometer. Avrinningsområdet består mestadels av skog (70 procent) och sankmarker (19 procent). Avrinningsområdet har 0,1 kvadratkilometer vattenytor vilket ger det en sjöprocent på 1,3 procent.